# Iorwerth ab Owain
Iorwerth ab Owain (auch Iorwerth of Gwynllŵg genannt) († vor 1184) war ein walisischer Fürst von Gwynllŵg und Lord von Caerleon.

## Leben
Er war ein Sohn von Owain Wan und damit ein Enkel von König Caradog ap Gruffydd von Gwent. 1136 überfiel und tötete er zusammen mit seinem älteren Bruder Morgan ab Owain Richard FitzGilbert de Clare zwischen Abergavenny und Talgarth. Auch während der folgenden Rückeroberung von Upper Gwent und Llenfennydd unterstützte Iorwerth seinen Bruder. In Folge dieser engen Allianz wurde er nach Morgans Ermordung 1158 sein Erbe und Nachfolger, obwohl Morgan mindestens zwei Söhne hinterließ. Im Gegensatz zu seinem Bruder verzichtete er jedoch auf den Titel eines Königs.
Vor 1169 eroberte Richard de Clare, der Lord of Chepstow Usk Castle zurück. 1171 vertrieb Lord Rhys zusammen mit dem englischen König Heinrich II., der auf dem Weg nach Irland war, Iorwerth aus Caerleon Castle. Iorwerth musste sich nach Machen Castle in Gwynllŵg zurückziehen. Nachdem Heinrich II. weiter nach Pembroke gereist war, versuchten Iorwerth, seine Söhne und sein Neffe Morgan ap Seisyll vergeblich Caerleon Castle zurückzuerobern. Nachdem die Belagerung gescheitert war, plünderten und verwüsteten sie die Region von Llefennydd. 1172 wurden Iorwerths ältester Sohn Owain und Iorwerths Schwager Seisyll ap Dyfnwal, Lord of Upper Gwent auf dem Weg nach Usk Castle, wo sie sich zu Verhandlungen mit Heinrich II. treffen wollten, von Soldaten des Earl of Gloucester angegriffen. Während Seisyll gefangen genommen wurde, wurde Owain ermordet. Aus Rache plünderten Iorwerth und sein Sohn Hywel weite Gebiete von Herefordshire und Gloucestershire. Als im nächsten Jahr die Macht des Königs durch die Rebellion seiner Söhne geschwächt wurde, nutzten Iorwerth und Hywel dies durch weitere Angriffe und Eroberungen aus. Nach einer dreitägigen Belagerung konnten sie am 21. Juli 1173 Caerleon Castle zurückerobern und in der Folge auch das untere Lower Gwent besetzen. Anfang 1175 kam es jedoch innerhalb der Familie zu gewaltsamen Auseinandersetzungen. Iorwerths Sohn Hywel blendete und kastrierte seinen Onkel Owain Pen-Carn, den jüngeren Bruder seines Vaters. Iorwerths Neffe Morgan, ein Sohn von Morgan ab Owain unterstützte fortan die Engländer, die Caerleon Castle und Lower Gwent zurückeroberten. Bereits Ende Juni 1175 schloss Iorwerth jedoch ein Bündnis mit Lord Rhys, und unter dessen Führung gehörte er zu den südostwalisischen Fürsten, die Heinrich II. in Gloucester huldigten. Dadurch erhielt er Caerleon wieder zurück. Vermutlich wurde dies durch die Tatsache begünstigt, dass Iorwerths Tochter Nest zu dieser Zeit eine Geliebte von Heinrich II. wurde und ihm einen Sohn gebar. Nest heiratete anschließend Ralph Bloet, einen anglonormannischen Lord aus der benachbarten Herrschaft Striguil.

## Familie und Nachkommen
Vermutlich vor 1148 heiratete Iorwerth Angharad, eine Tochter von Bischof Uthred von Llandaff. Mit ihr hatte er mehrere Kinder, darunter
- Owain
- Hwyel
- Gruffudd
- Cadwallon
- Morgan
- Nest

Iorwerth starb zwischen 1175 und 1184, sein Nachfolger wurde sein Sohn Hwyel ab Iorwerth. Entweder er oder sein Sohn Hywel gründete zwischen 1175 und 1179 die Zisterzienserabtei Llantarnam Abbey.